# Châtaigne
Pour les articles homonymes, voir châtaigne (homonymie).
La châtaigne est le fruit du châtaignier. Le terme désigne aussi la graine comestible contenue dans ce fruit. Les châtaignes non cloisonnées sont appelées des marrons, à ne pas confondre avec le marron d'Inde, qui est la graine (toxique) du marronnier d’Inde ou marronnier commun (Aesculus hippocastanum).
La bogue est l'enveloppe hérissée de piquants qui protège les fruits. Les différents mots désignant la châtaigne en Europe dérivent tous du latin Castanea.

## Historique
La châtaigne fut longtemps la base de l'alimentation humaine dans des régions entières, particulièrement dans l'arrière-pays méditerranéen, dont le climat plus frais et humide que les régions côtières se prête bien à la culture, contrairement à l'olive. La châtaigne y est cultivée depuis l'Antiquité. Dans des régions comme les Cévennes, le Limousin ou le Tessin, la châtaigne revêt une très grande importance. On appelait d'ailleurs le châtaignier « l'arbre à pain » mais aussi « l'arbre à saucisses » car les châtaignes servaient aussi à l'alimentation des porcs.

## Description

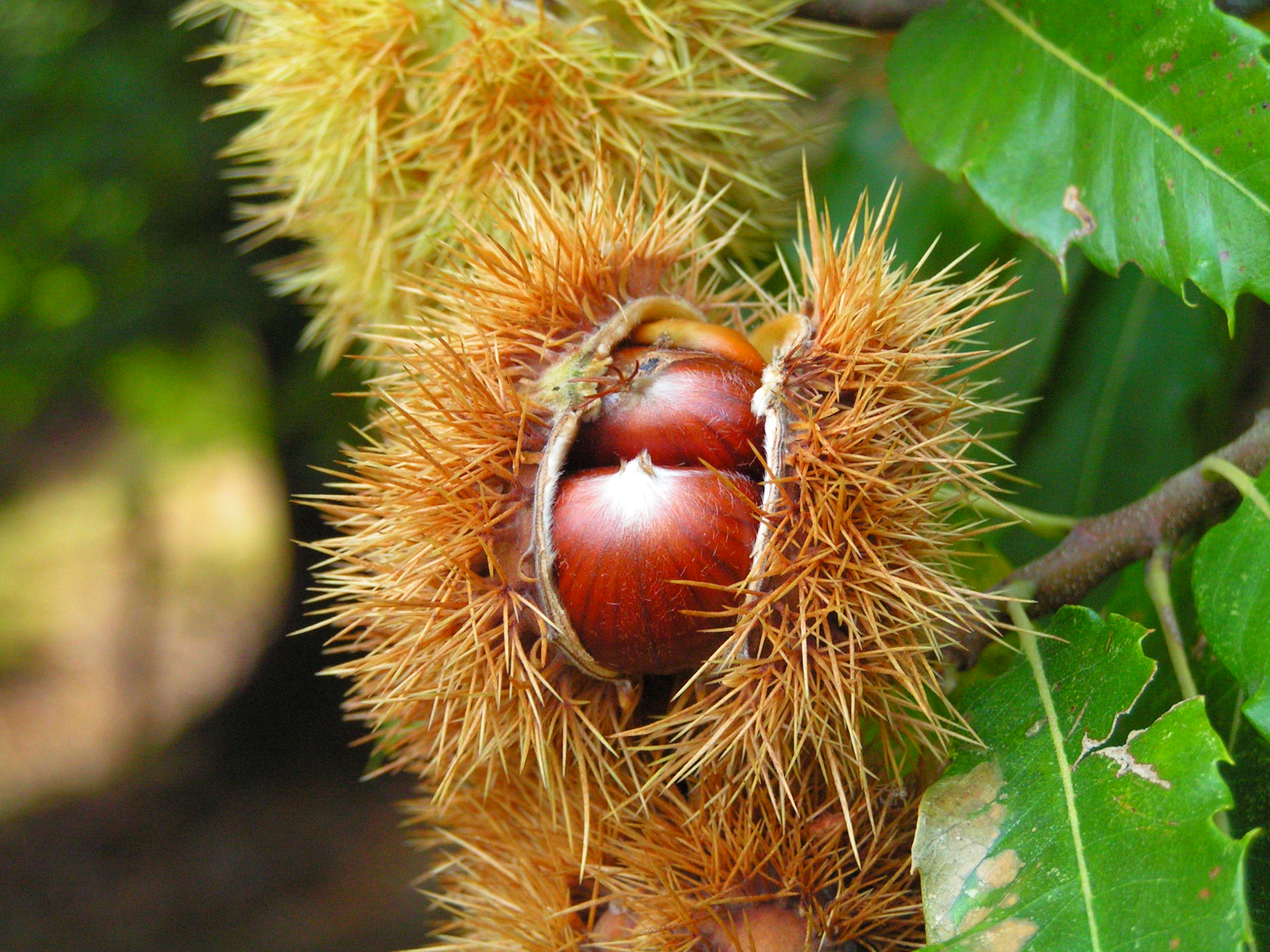
Châtaignes dans leur bogue.

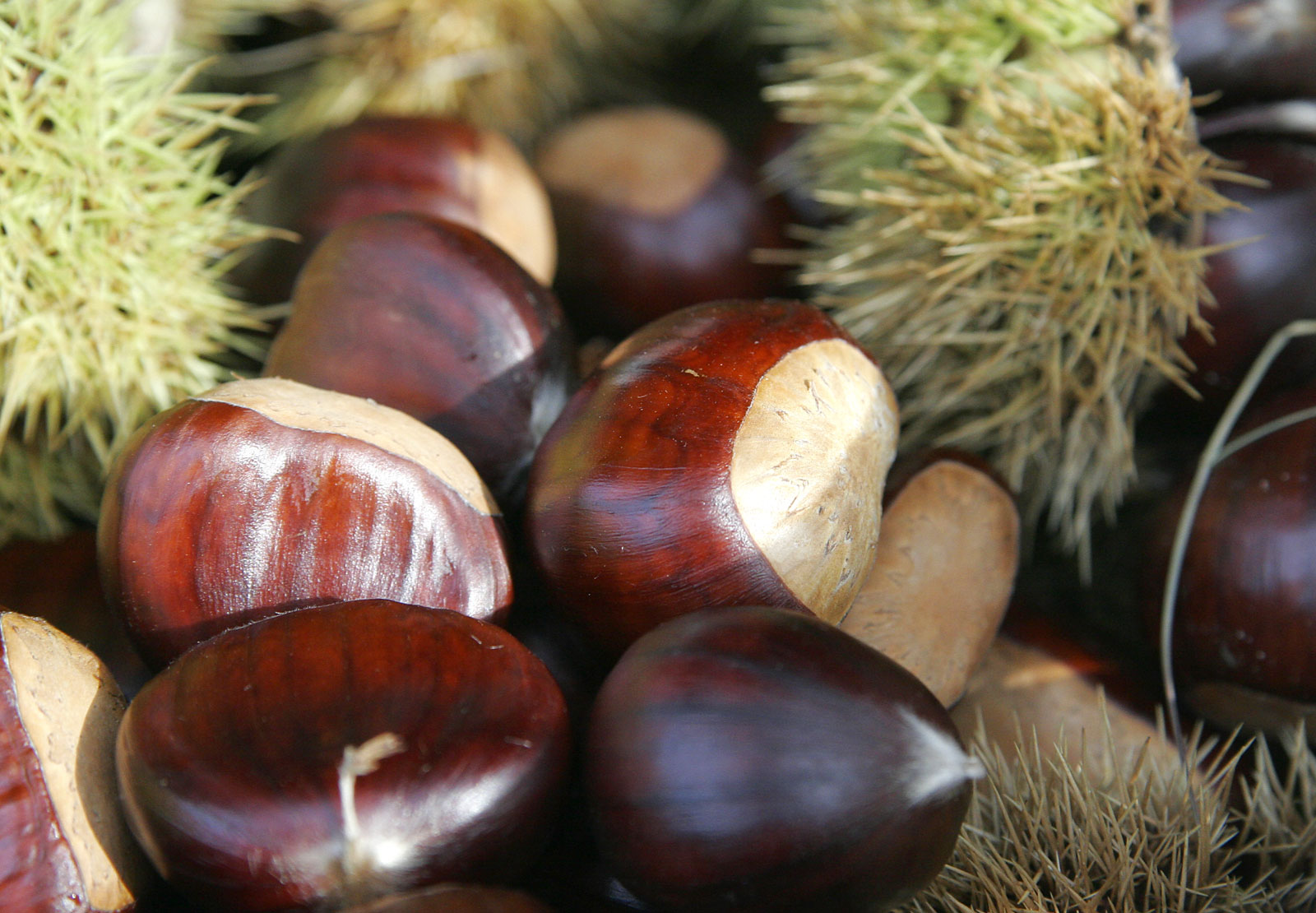
Châtaignes débarrassées de leur bogue.

Une châtaigne est formée d'une coque mince, coriace, brune et brillante contenant une graine. La coque est un péricarpe possédant les trois couches classiques de la paroi d'un fruit : épicarpe, mésocarpe et endocarpe. La châtaigne se détache de la bogue par son hile. C'est un fruit sec dit déhiscent car à maturité, la bogue s'ouvre d'elle-même. De plus, le péricarpe et le tégument de la graine ne sont pas soudés donc on peut la qualifier d'akène. Elle a un côté saillant d'où émerge une petite touffe appelée « torche », qui est le reste desséché du pistil et des cinq ou sept stigmates floraux et qui protège le germe (plumule). Dans de nombreuses variétés, le fruit est aplati sur un ou deux côtés.
La graine est enveloppée dans un tégument, une pellicule rougeâtre et astringente appelée le « tan » (à cause des tanins qu'elle contient), qui pénètre dans les replis de l'amande, et qu'il faut retirer avant de consommer la châtaigne. Les variétés de châtaignes dont l'amande n'est pas cloisonnée par le tégument sont appelées marrons. Le poids de la châtaigne peut varier de 10 à 25 grammes selon la variété.

## Châtaigne ou marron
L'agronome Olivier de Serres nomme deux variétés de châtaignes dans son théâtre d’agriculture et mesnage des champs (1600) : la tuscane et la sardonne. Il indique que cette dernière est plus connue à Lyon sous le nom de « marron de Lyon », source d'une confusion qui traversera les siècles. Dans le parfait confiturier, le cuisinier François Pierre de La Varenne écrit « En réchauffant la châtaigne dans la cheminée avec de l’eau sucrée, on obtient un marron glacé. ».
Plus tard, au XIXᵉ siècle, la châtaigne était assimilée aux populations rurales défavorisées, on lui préféra l'appellation jugée plus noble de « marron », qui était déjà en vigueur pour les châtaignes non cloisonnées utilisée pour l'élaboration des marrons glacés.
Une définition technique de la distinction entre marron et châtaigne précise qu'un cultivar est qualifié de marron quand la proportion de fruits cloisonnés est inférieure à 12 % et de châtaigne si elle est supérieure.
En outre un marron ne doit pas présenter de 
tan qui pénètre dans la chair et doit avoir un calibre suffisant de moins de 60 fruits par kilo.
Ainsi, le fruit cultivé est appelé « châtaigne » (production de châtaignes, castanéiculture) et le fruit transformé « marron » (marrons glacés, crème de marrons, marrons grillés...).

## Valeur nutritive
La châtaigne, qui est un akène, est formée d'une masse farineuse enveloppée d'une écorce lisse de couleur brun rougeâtre appelée le « tan ».
Marron peut à la fois désigner certaines variétés améliorées de châtaignes et les marrons d'Inde (graine du marronnier que l'on trouve dans les villes). Ceci peut prêter à confusion : il convient d'être vigilant car la graine du marronnier (le marron d'inde) est toxique. On distingue une châtaigne d'un marron d'Inde grâce à leur forme (le marron d'inde est généralement plus gros et plus rebondi) et à la queue de la châtaigne (la « torche ») que l'on ne trouve pas sur un marron d'Inde.
La crème de marrons et les marrons glacés sont fabriqués à partir de certaines variétés de châtaignes appelées marrons.
L'amande fraîche contient jusqu'à 35 % de glucides (amidon, saccharose, dextrines), 5 % de fibres, mais est pauvre en protides (albumines) et lipides. Elle contient aussi des vitamines, notamment de la vitamine C et des éléments minéraux, notamment du potassium. Le taux de sucre du fruit évolue dans le temps. Il est généralement plus important quelques semaines après la récolte.
La farine de châtaigne contient plus de 75 % de glucides, ce qui en fait un aliment énergétique.
| Châtaigne grillée (valeur nutritive pour 100 g, d'après l'Anses)                       | Châtaigne grillée (valeur nutritive pour 100 g, d'après l'Anses) | Châtaigne grillée (valeur nutritive pour 100 g, d'après l'Anses) | Châtaigne grillée (valeur nutritive pour 100 g, d'après l'Anses) |
| -------------------------------------------------------------------------------------- | ---------------------------------------------------------------- | ---------------------------------------------------------------- | ---------------------------------------------------------------- |
| eau : 40,5 g                                                                           | cendres totales : g                                              | fibres : 5,1 g                                                   | valeur énergétique : 998 kJ / 236 kcal                           |
| protéines : 3,17 g                                                                     | lipides : 2,2 g                                                  | glucides : 47,8 g                                                | amidon : 32 g                                                    |
| oligo-éléments                                                                         |                                                                  |                                                                  |                                                                  |
| calcium : 29 mg                                                                        | fer : 0,91 mg                                                    | magnésium : 33 mg                                                | phosphore : 107 mg                                               |
| potassium : 592 mg                                                                     | manganèse : 1,18 mg                                              | cuivre : 0,5 mg                                                  | sodium : 2 mg                                                    |
| zinc : 0,57 mg                                                                         | iode : 0,12 µg                                                   |                                                                  |                                                                  |
| vitamines                                                                              |                                                                  |                                                                  |                                                                  |
| vitamine C : 26 mg                                                                     | vitamine B1 : 0,24 mg                                            | vitamine B2 : 0,17 mg                                            | vitamine B3 : 1,34 mg                                            |
| vitamine B5 : 0,55 mg                                                                  | vitamine B6 : 0,5 mg                                             | vitamine B9 : 164 µg                                             | vitamine B12 : 0 µg                                              |
| bêta-carotène : 14 µg                                                                  | rétinol : 0 µg                                                   | vitamine E : 1,2 mg EAT                                          | vitamine K1 : 7,8 µg                                             |
| vitamine D : 0 µg                                                                      |                                                                  |                                                                  |                                                                  |
| polyphénols d'après Phenol-Explorer pour la châtaigne crue (teneur moyenne pour 100 g) |                                                                  |                                                                  |                                                                  |
| acide ellagique : 735 mg                                                               | acide gallique : 479 mg                                          | proanthocyanidol trimère C-1 : 0,02 mg                           | (+)-catéchine : 0,01 mg                                          |

La châtaigne est pauvre en matière grasse et très pauvre en cholestérol et sodium. C'est une bonne source de manganèse.

## Variétés

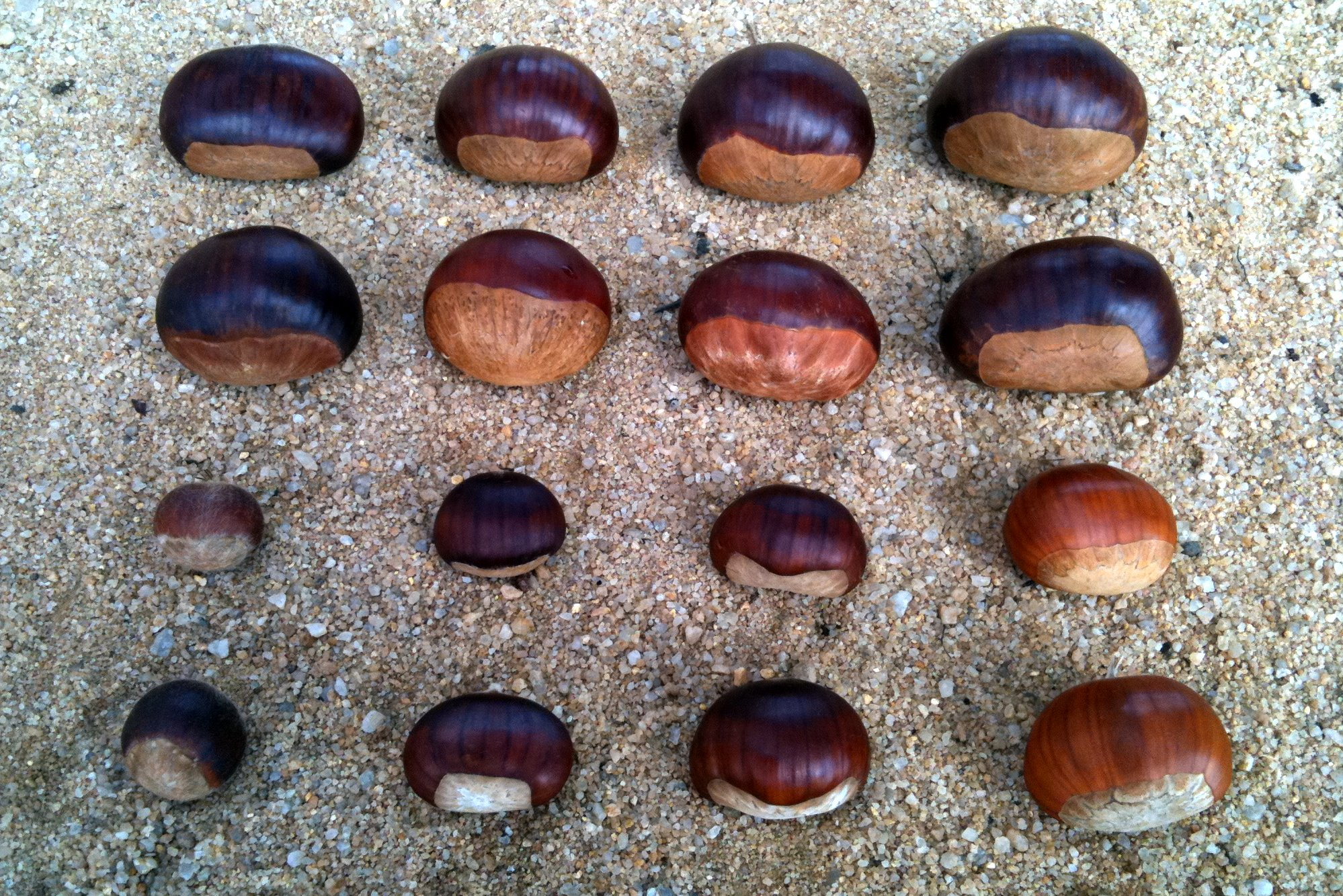
Le poids des châtaignes varie de 5 g selon l'espèce et le cultivar. On peut reconnaitre les espèces asiatiques ou hybrides à leur plus grand hile.

De nombreuses variétés sont cultivées pour répondre aux besoins de la confiserie ou de la conserve.
Le critère de choix primordial pour acheter une châtaigne de qualité est avant tout sa variété. Les variétés hybrides, issues de croisements génétiques telles que Bouche de Bétizac, Marigoule (M15), Bournette ou Précoce Migoule donnent de gros et beaux fruits mais ne sont, selon certains, pas les meilleures.
Les variétés paysannes telles que Comballe, Bouche rouge, Sardonne (aussi appelée Marron de Lyon), Figarette, Pellegrine, Précoce des Vans, Pourette, Merle, Bouche de Clos, Aguyane ou Marron de Chevanceaux donnent de moins gros fruits mais ont un goût, selon certains, plus savoureux. La Nouzillat est réputée en Poitou et voisinages.

## Modes de consommation

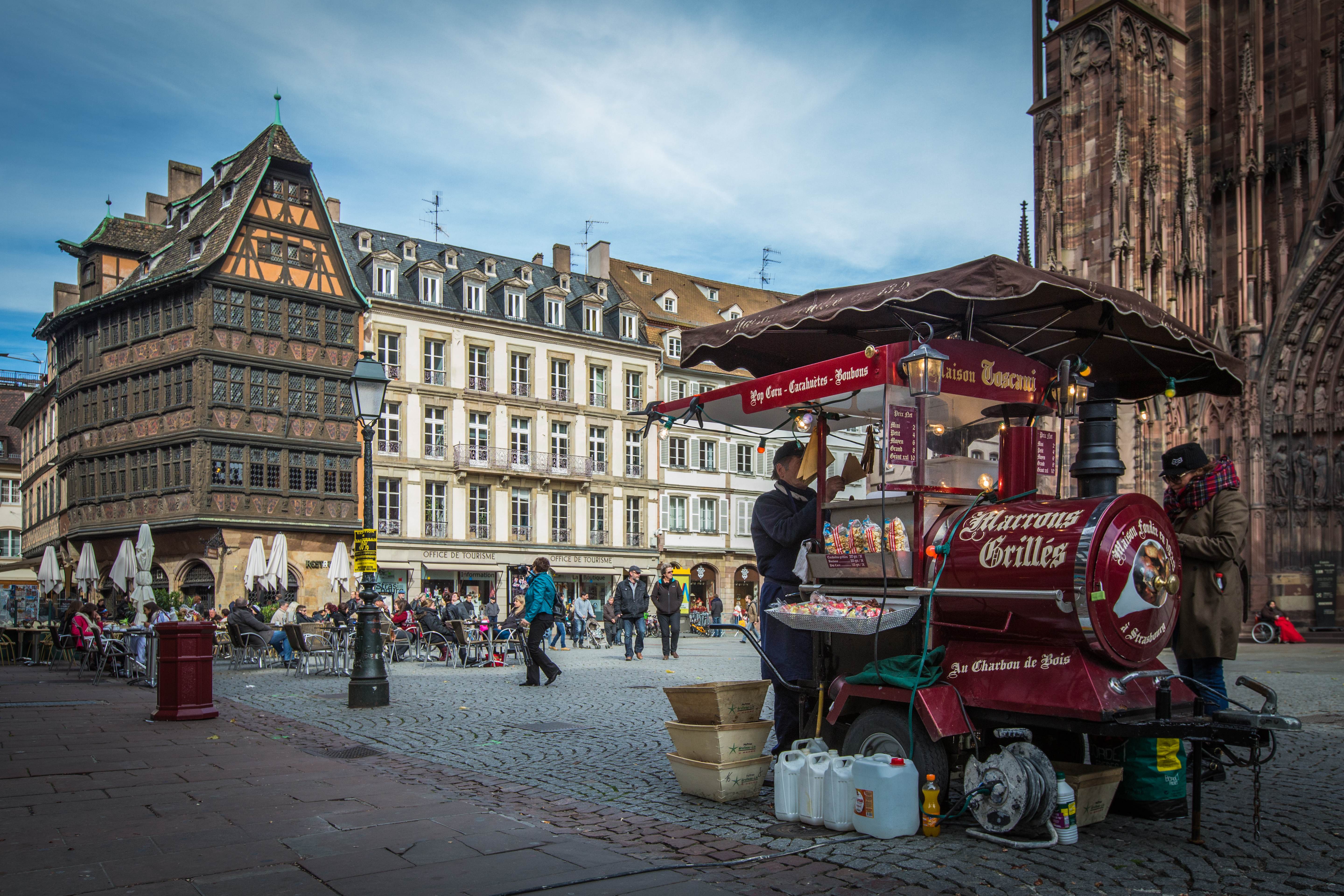
Marchand de marrons chauds devant la cathédrale de Strasbourg.

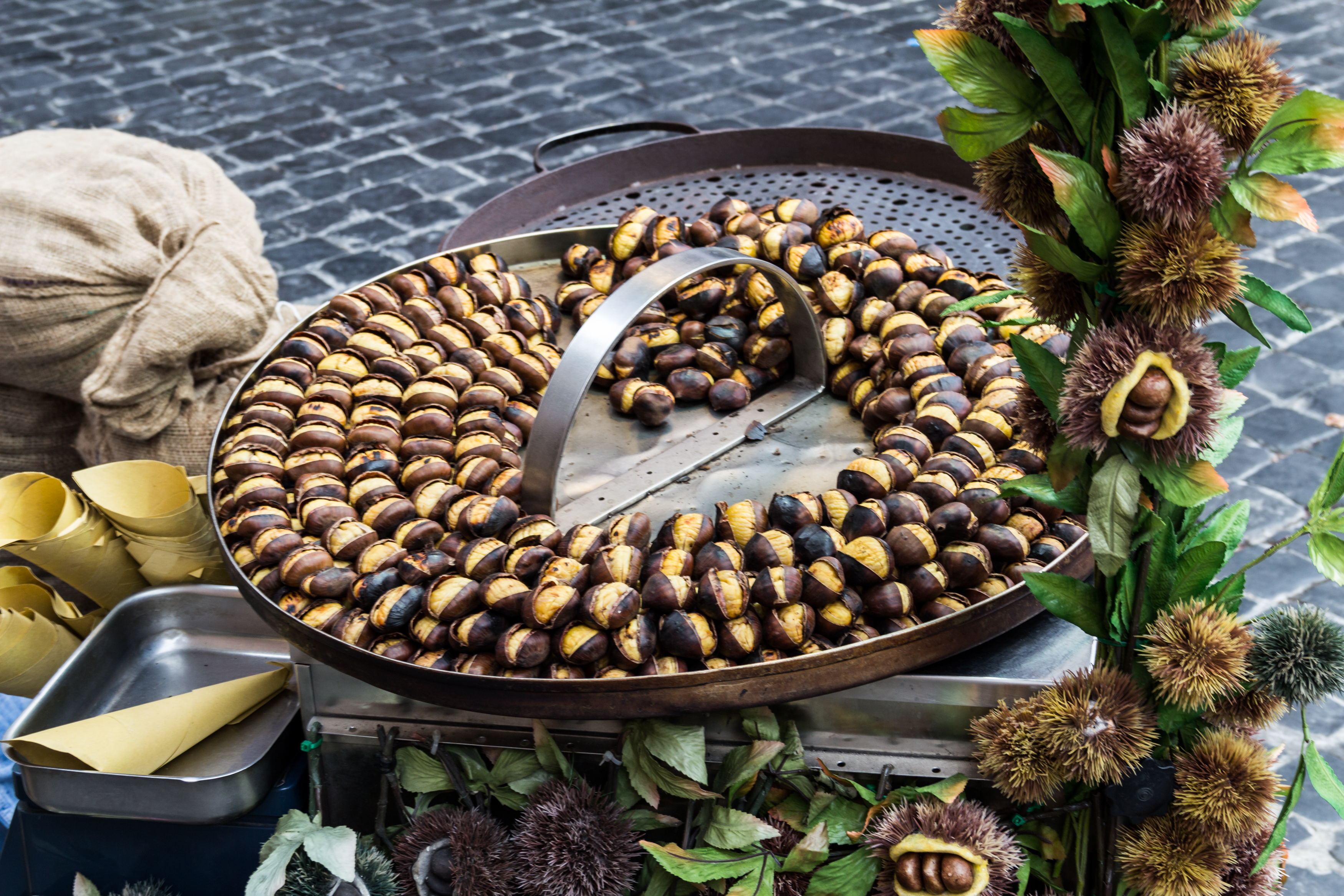
Châtaignes grillées, Piazza di Spagna à Rome.

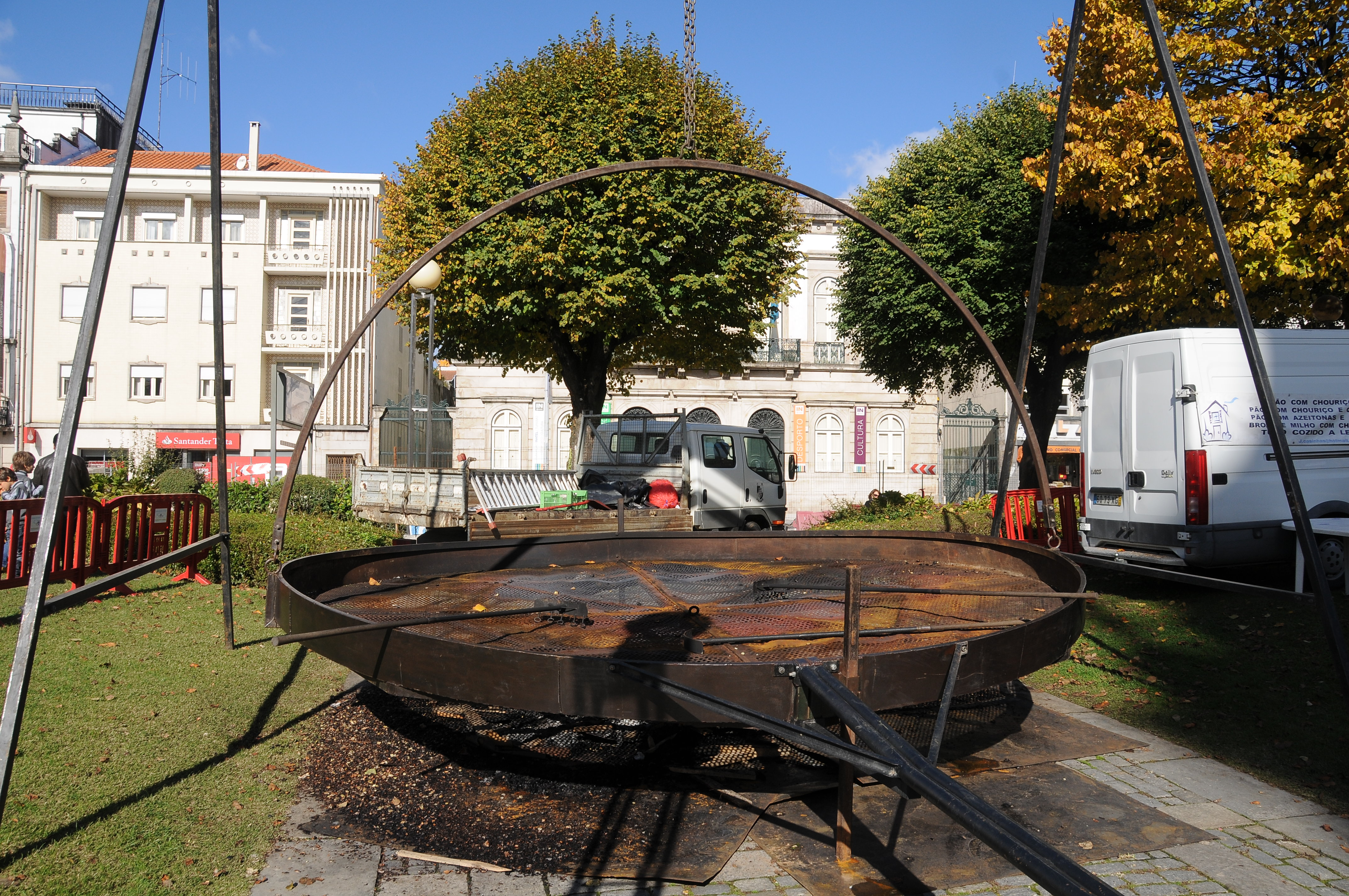
Grilloir à châtaignes à Braga, Portugal.

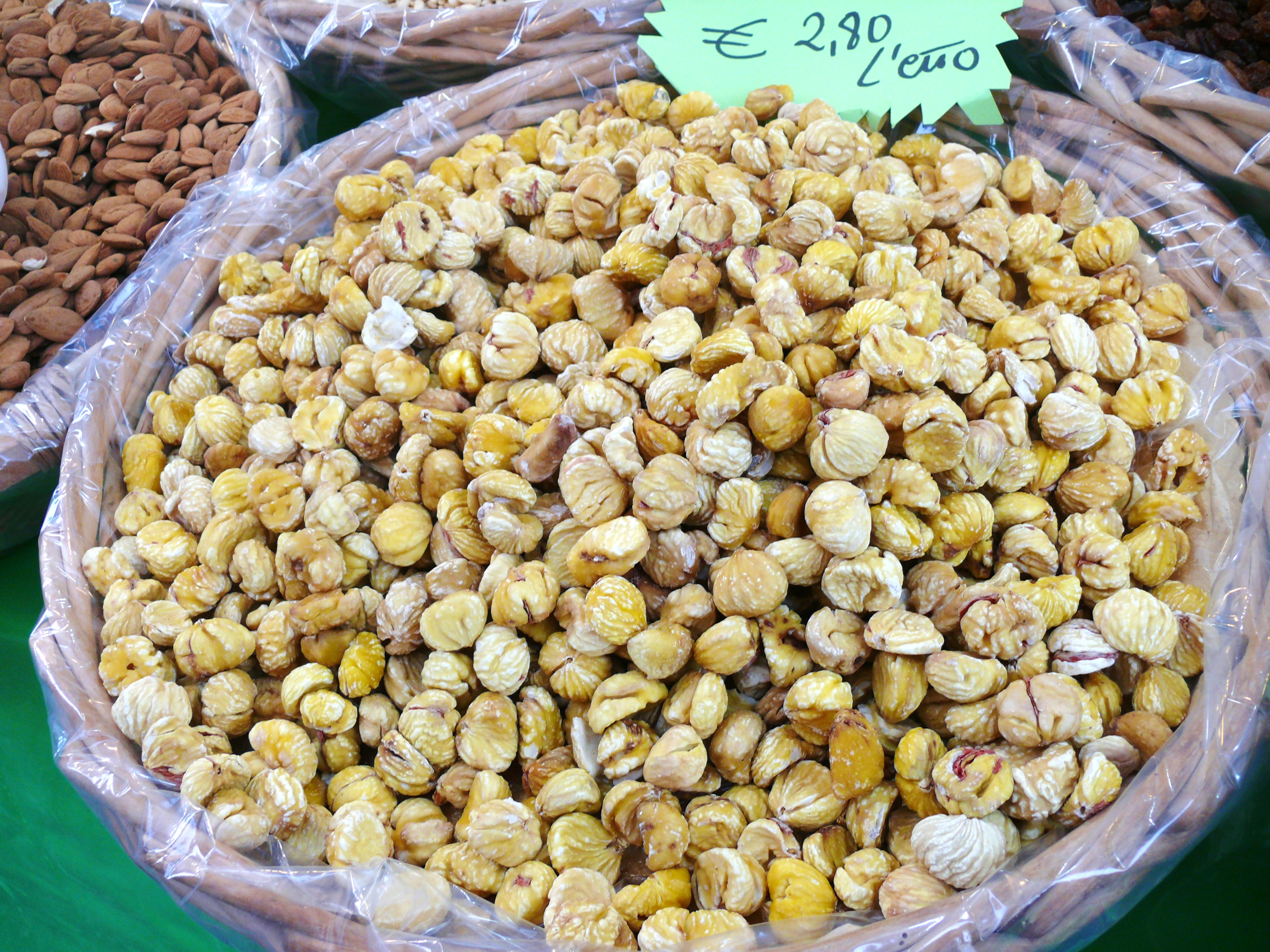
Châtaignes séchées (humidité inférieure à 10 %).

Les châtaignes peuvent se consommer fraîches ou séchées, crues (peu digestes, elles nécessitent une mastication efficace qui favorise l'imprégnation salivaire et l'action des amylases salivaires qui prédigèrent l'amidon), bouillies, rôties, grillées au four, sous la cendre ou dans des poêles trouées. Elles sont vendues dans les rues en hiver au cri de « Chauds les marrons ! » C'est sous cette forme (et ce cri) qu'elles sont vendues chaque automne dans le quartier de la Croix-Rousse à Lyon à l'occasion de la Vogue des marrons, grande fête traditionnelle du quartier vieille de plus de 150 ans.
En Suisse romande, notamment dans le Chablais et en Valais, un repas fait avec des marrons chauds accompagnés de raisin et de vin blanc est nommé brisolée, les châtaignes sont grillées dans un cylindre appelé brisoloir. C'est l'occasion d'une joyeuse agape d'automne. Des fêtes sont organisées durant le mois d'octobre, dont celle de Saint-Gingolph depuis 1989, la plus vieille du Valais.
Elles peuvent être confites au sucre et cristallisées (les marrons glacés, qui se vendent surtout en fin d'année), mises dans de l'alcool, cuites en confiture ou en purée.
Séchées, puis moulues, elles donnent une farine difficilement panifiable largement consommée en Corse, notamment sous forme de pulenda. Mélangée à hauteur de 30 % à de la farine de froment, elle peut servir à faire du pain, des crêpes, des galettes et des pâtisseries.
En Europe, les châtaignes font traditionnellement partie de certains plats de Noël et du Nouvel An. Bouillies, elles accompagnent des plats de viande, dont la célèbre dinde aux marrons. Le toupi est une grosse marmite dans laquelle on fait blanchir les châtaignes.
Dans les Cévennes, chaque mas avait sa clède pour faire sécher les châtaignes.

### Autres spécialités gastronomiques
- Flan à la châtaigne
- Crème de marrons
- Mont-blanc, ou nid de cigogne (appellation alsacienne), ou vermicelles (appellation suisse)
- Confitures, sirops et liqueurs,
- Châtaignons des marrons d'Olargues
- Rôtis de châtaigne ou brisolée (Valais, Suisse)
- Le Burgou, gâteau à la châtaigne typique de Châlus, dans la châtaigneraie limousine

Il existe des spécialités locales à base de châtaignes, notamment en Corse et en Sardaigne.

## Conservation

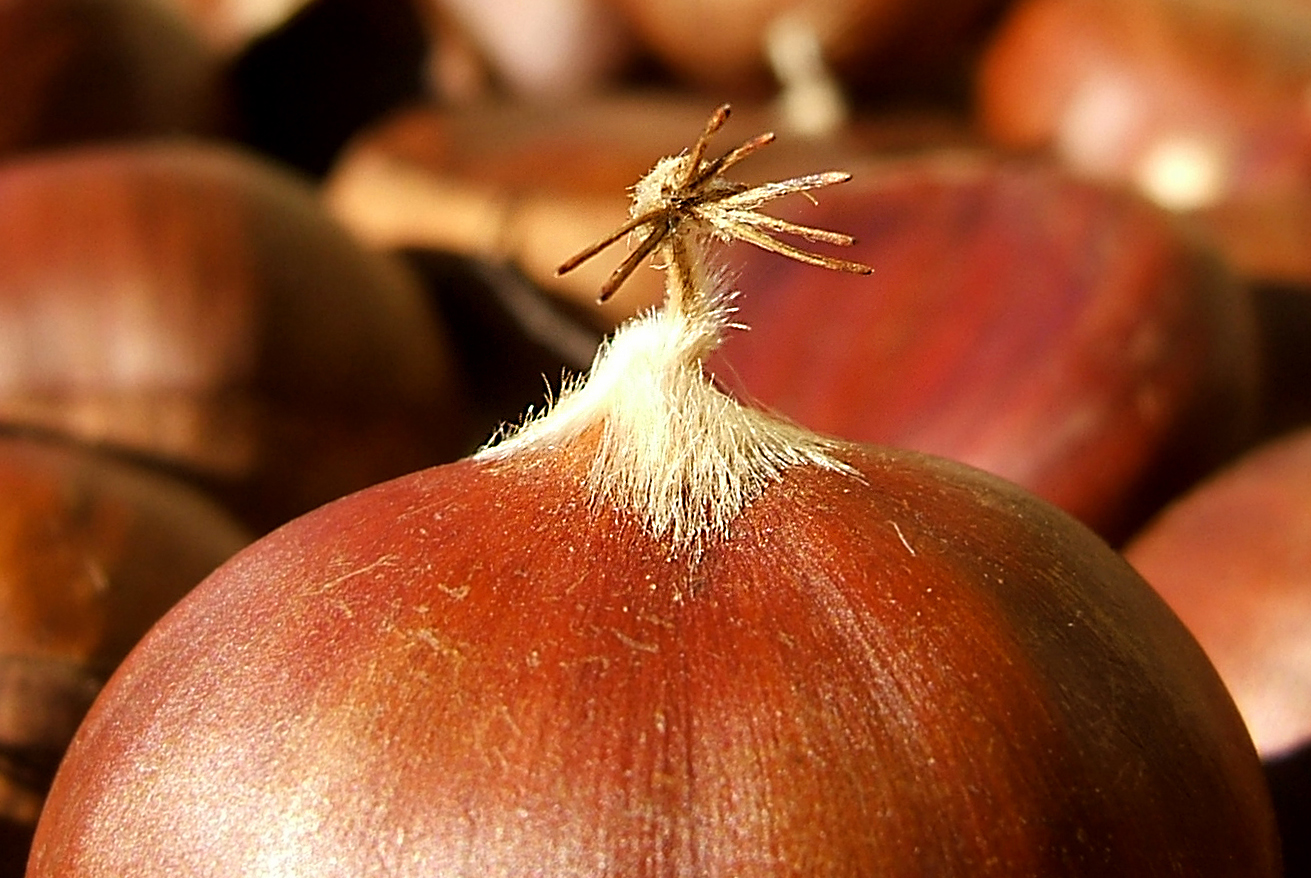
Pour une meilleure conservation, il est recommandé de ne pas arracher la « torche » afin d'éviter d'ouvrir un point d'entrée pour les parasites.

Les châtaignes peuvent être consommées fraîches, dès qu’elles sont tombées de l'arbre. Il est possible de les conserver 3 à 4 fois plus longtemps en les faisant tremper dans l'eau pendant 5 à 9 jours immédiatement après le ramassage, de façon à détruire les éventuels parasites et leurs œufs. Les fruits restés plusieurs jours au contact de la terre sont particulièrement susceptibles d’être infestés et impropres à la consommation,.
Aussitôt après le ramassage, on immerge totalement les châtaignes dans une cuve remplie d’eau, et, après brassage des châtaignes, on élimine tout ce qui flotte. Ce sont des fruits véreux ou déjà pourris, car les fruits sains, plus denses, ne flottent pas.
Ce trempage tue par asphyxie les larves parasites, comme celles du carpocapse et du balanin. Il induit également une modification chimique de la chair de l’amande qui lui confère une forte résistance à la pourriture. Par ailleurs, les châtaignes traitées par trempage restent longtemps bien hydratées et résistantes à la dessiccation.
Le trempage doit durer au moins 5 jours (idéalement, 9 jours), et l’eau doit être renouvelée quotidiennement. Les châtaignes doivent être remuées chaque jour, et les fruits noirs ou mous, qui remontent à la surface, doivent être éliminés. Ils étaient déjà pourris avant le trempage.
Après le trempage, les châtaignes sont étalées sur un plancher pour le ressuyage pendant 8 à 10 jours dans un endroit bien ventilé. Le séchage est terminé quand les châtaignes restent sèches au début du jour, sans traces de condensation nocturne. On peut alors les stocker dans un local frais et aéré (pas dans une cave) puis les remuer de temps en temps pour les aérer.

## Économie

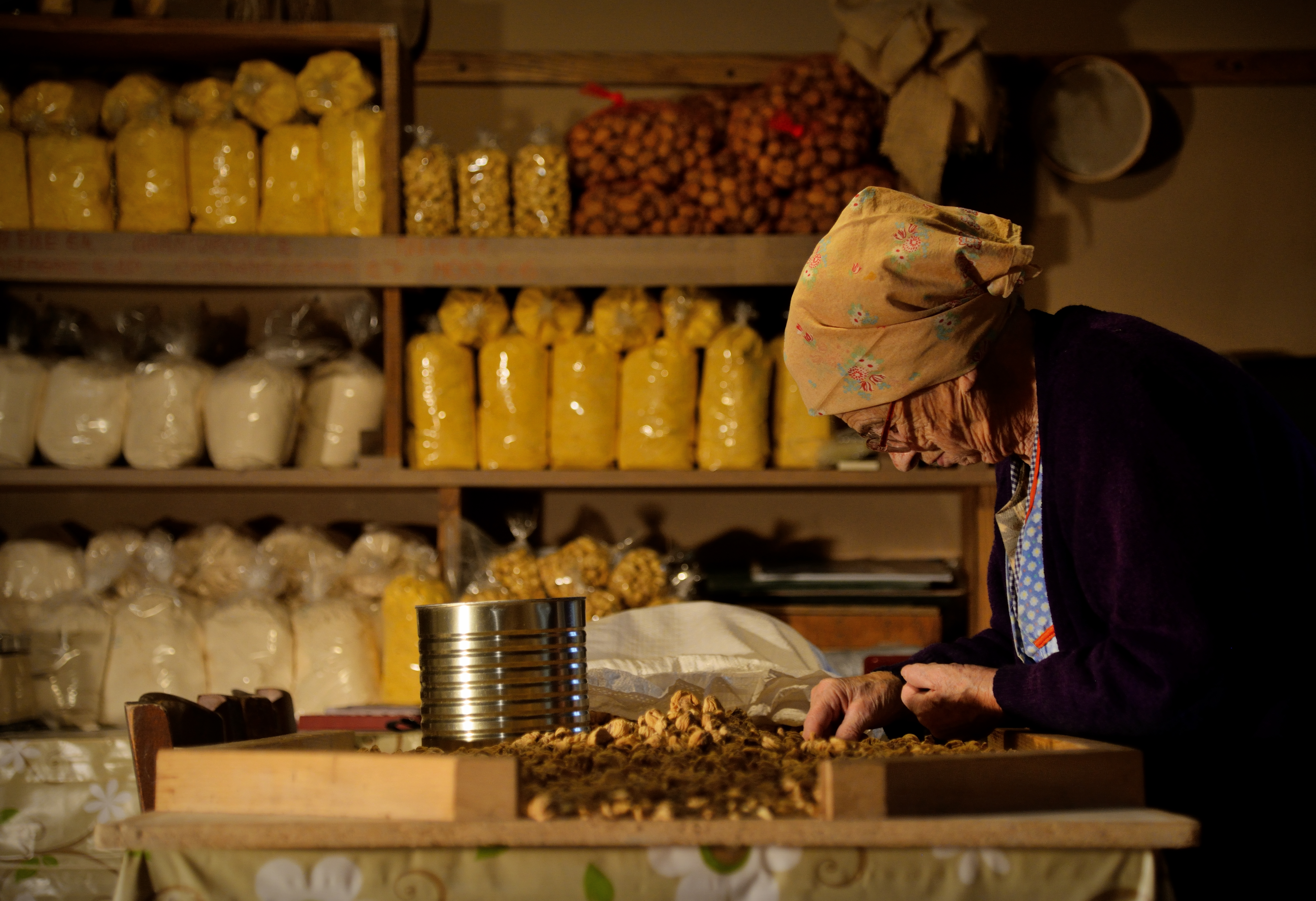
Sélection manuelle des chataignes séchées avant le broyage pour obtenir la meilleure farine de châtaigne, dans le moulin municipal de Fabbriche di Vergemoli en Italie. Décembre 2019.

La récolte mondiale de châtaignes est d’environ 1 million de tonnes (FAO 2002).
Un producteur de châtaigne est appelé un castanéiculteur.
La production française, localisée principalement en Ardèche (26 %), en Dordogne et dans le Var, est environ de 12 000 tonnes par an en 2004, contre 110 000 tonnes en 1945. Cette production ne couvrant pas l'ensemble des besoins nationaux, principalement pour certains produits transformés, la France importe de 13 000 à 14 000 tonnes alors qu'elle exporte près de 2 000 tonnes.
En 2006, l'INAO a reconnu l'AOC Châtaigne de l'Ardèche. Un hectare de châtaigniers peut produire de 1 à 4 tonnes de châtaignes par an (selon les variétés) négociable en 2009 par le producteur entre 1 et 2,5 euros/kg (selon les variétés).
| Production annuelle de châtaignes (en tonnes) Données de FAOSTAT (FAO) |           |       |           |       |
| Pays                                                                   | 2003      | 2003  | 2004      | 2004  |
| Chine                                                                  | 715 000   | 69 %  | 715 000   | 69 %  |
| Corée du Sud                                                           | 72 405    | 7 %   | 72 405    | 7 %   |
| Italie                                                                 | 50 000    | 5 %   | 50 000    | 5 %   |
| Turquie                                                                | 48 000    | 5 %   | 48 000    | 5 %   |
| Bolivie                                                                | 35 000    | 3 %   | 35 000    | 3 %   |
| Portugal                                                               | 32 856    | 3 %   | 33 000    | 3 %   |
| Japon                                                                  | 25 100    | 2 %   | 25 100    | 2 %   |
| Russie                                                                 | 17 000    | 2 %   | 17 000    | 2 %   |
| Grèce                                                                  | 12 000    | 1 %   | 12 000    | 1 %   |
| France                                                                 | 10 118    | 1 %   | 11 000    | 1 %   |
| Autres pays                                                            | 24 022    | 2 %   | 24 238    | 2 %   |
| Total                                                                  | 1 041 501 | 100 % | 1 042 743 | 100 % |

| Pays          | 2011      | 2012      | 2013      | 2014      | 2015      | 2016      | 2017      |
| ------------- | --------- | --------- | --------- | --------- | --------- | --------- | --------- |
| Chine         | 1 693 502 | 1 709 649 | 1 719 410 | 1 683 815 | 1 668 895 | 1 903 939 | 1 939 719 |
| Corée du Sud  | 64 586    | 62 345    | 64 184    | 56 552    | 55 593    | 53 600    | 52 764    |
| Turquie       | 60 270    | 57 881    | 60 019    | 63 762    | 63 750    | 64 750    | 62 904    |
| Italie        | 56 853    | 59 764    | 55 086    | 51 959    | 51 601    | 52 240    | 52 356    |
| Grèce         | 21 500    | 28 700    | 27 800    | 28 440    | 30 049    | 28 280    | 36 000    |
| Japon         | 19 100    | 20 900    | 21 000    | 21 400    | 16 300    | 16 500    | 18 700    |
| Portugal      | 18 271    | 19 130    | 24 739    | 18 465    | 27 618    | 26 780    | 29 875    |
| Espagne       | 16 900    | 15 300    | 17 200    | 16 136    | 16 413    | 16 178    | 15 623    |
| Corée du Nord | 11 000    | 12 000    | 12 000    | 12 156    | 12 100    | 12 363    | 12 540    |
| France        | 7 036     | 8 676     | 9 200     | 8 668     | 7 943     | 8 642     | 8 406     |
| Albanie       | 5 200     | 5 800     | 5 451     | 6 590     | 6 600     | 6 040     | 6 220     |
| Chili         | 500       | 920       | 1 100     | 1 100     | 1 066     | 3 040     | 2 583     |
| Pologne       | 373       | 460       | 394       | 400       | 403       | 413       | 400       |
| Hongrie       | 256       | 330       | 270       | 300       | 265       | 239       | 511       |

Il existe plusieurs espèces de châtaignier du genre Castanea en Chine : Castanea henryi, C. mollissima, C. seguini, C. crenata mais pas de châtaignier commun (C. sativa) d’Europe. Selon Hu, l’espèce Castanea mollissima Blume, banli 板栗, est largement cultivée sur les coteaux de la région du Yangzi pour ses noix comestibles. Les châtaignes sont consommées grillées ou entrent dans la confection de divers plats comme des puddings, des potages, etc.

## Divers et culture populaire

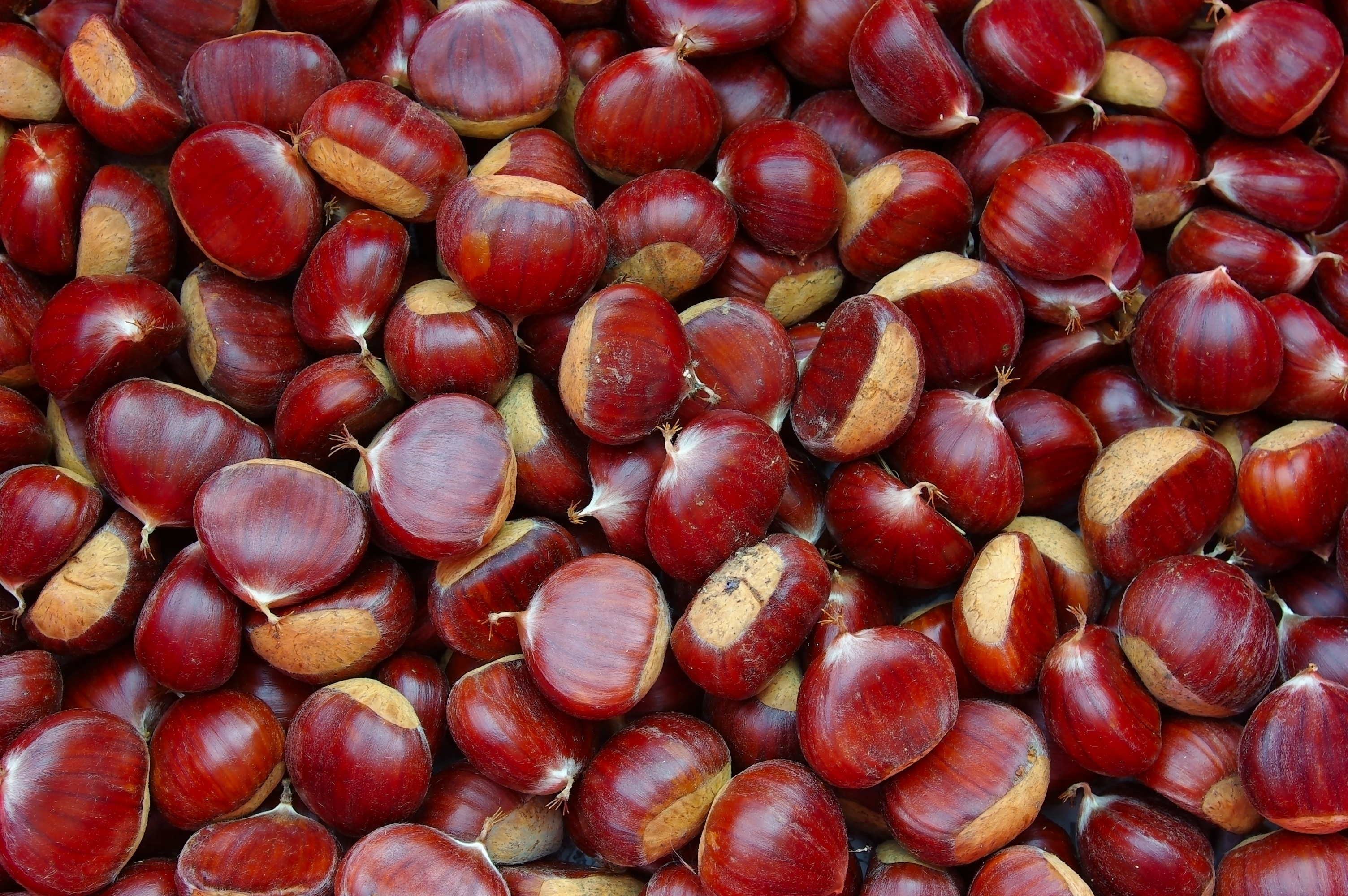
Châtaignes.

- À Joyeuse (Ardèche) se trouve un musée de la Châtaigneraie ; en octobre, une grande manifestation réunit castanéiculteurs et public lors des « Castagnades » dans le Parc naturel régional des Monts d'Ardèche.
- À Saint-Pierreville, la maison du châtaignier est consacrée à la découverte, la culture, l'histoire du châtaignier. Elle offre aussi un panorama de la production dans ses aspects les plus divers.
- Dans le Var, à Collobrières, se déroule, les trois derniers dimanches d'octobre, la fête de la châtaigne, fruit cultivé à cet endroit depuis le XIIe siècle.
- À Catenay, en Seine-Maritime, la fête de la châtaigne se déroule chaque année le dernier dimanche d'octobre[21].
- A Villardonnel, dans l'Aude, la fête des châtaignes, du vin et des produits de la Montagne Noire a lieu chaque dimanche le plus proche de la Toussaint[22].
- À Redon (Ille-et-Vilaine), la séculaire foire Teillouse, grande foire aux marrons du 4e week-end d’octobre, est devenue l’occasion de grands rassemblements festifs qui font d’octobre le Mois du Marron en Pays de Redon.
- Une légende, inventée par un poète italien de la Renaissance, veut que le châtaignier soit né de la fureur (pro)créatrice de Jupiter. Courtisée par Jupiter, l'une des nymphes de Diane, Néa, préféra se tuer plutôt que de perdre sa vertu. Pour lui rendre hommage, le maître des dieux transforma sa dépouille en un arbre majestueux, le Casta Néa, dont les fruits garnis de piquants symbolisent cette triste aventure[23].
- Une région du Cantal porte le nom de Châtaigneraie et la commune de Mourjou accueille la maison de la châtaigne.
- En Haute-Corse, la région de la Castagniccia (Châtaigneraie en corse) tient son nom de la profusion de châtaigniers plantés à l'époque la domination de la république de Gênes, et fut parmi les plus riches de l'île, comme en témoignent ses nombreuses églises baroques. De même, une foire de la châtaigne a lieu chaque année au village de Bocognano (Corse-du-Sud) au mois de décembre.
- Dans l'Ariège, la race de vache Aure-et-Saint-Girons s'appelle aussi casta, à cause de sa couleur châtaigne.
- En langage populaire, une « châtaigne » désigne un coup de poing ou un choc électrique. Dans le sud-ouest, on parle aussi de castagne quand l'on se bat, c'est-à-dire quand on donne ou reçoit des castas (des châtaignes).
- « Tant que nous aurons des châtaignes, nous aurons du pain » (Pasquale Paoli, 1758).
- Le châtaignier est l'emblème de la région Limousin, bien qu'il ne soit que la quatrième essence régionale en récurrence. Sa feuille est ainsi présente sur le logo du Conseil régional du Limousin.
- Autrefois, les personnes qui se nourrissaient de châtaigne, fruit de la forêt et non fruit du labeur par culture, étaient mal vues et jugées paresseuses. Récolter la châtaigne c'était rechercher le repli sur soi, l'indépendance et la rébellion[24],[25],[26], permettant à la population ainsi nourrie de se consacrer à autre chose[27]. Ainsi, une encyclopédie de 1821 affirme que « les habitants des pays à châtaigne ne sont pas amis du travail, [...] n'offrant que paresse[25],[28],[24],[29],[26], ignorance et misère[25] ». La richesse naturelle entraîne pauvreté et misère[30]. Une revue d'agriculture déclare en 1837 : « En Corse, dans plusieurs parties des montagnes, les habitants ne se nourrissaient que de farine de châtaigne et de laitages. [...] Une douzaine de châtaigniers et autant de chèvres suffisaient à une famille corse pour ne pas mourir de faim[30]. » Il était même conseillé de laisser les châtaignes aux cochons[31]. Au début du XIXe siècle, l'État aurait voulu décourager l'exploitation des châtaigneraies et les nouvelles plantations, « sources de paresse », en Corse[32]. Pourtant, c'est la châtaigne, ainsi que le gland, la racine de fougère[33], et le cambium du tronc des arbres[34] qui ont permis à certaines populations de ne pas mourir de faim lors des périodes de famine.

## Symboles

### Symbole républicain
La châtaigne voit son nom attribué au 3e jour du mois de vendémiaire du calendrier républicain ou révolutionnaire français, généralement chaque 24 septembre du calendrier grégorien.

### Symbole Unicode
Le fruit fait l'objet d'un codage Unicode :
- U+1F330 🌰 chestnut (HTML : &#127792;)